# Kyrtolitha obstinata
Kyrtolitha obstinata là một loài bướm đêm trong họ Geometridae.